# BMW M70
Le moteur M70 est un moteur thermique automobile à combustion interne de type V12, fabriqué par BMW de 1987 à 1994.

## Caractéristiques

### Versions
| Désignation | Cylindrée | Puissance                      | Couple                | Année     |
| ----------- | --------- | ------------------------------ | --------------------- | --------- |
| M70B50      | 4 988 cm3 | 220 kW (295 ch) à 5 200 tr/min | 450 Nm à 4 100 tr/min | 1987-1994 |
| S70B56      | 5 576 cm3 | 280 kW (375 ch) à 5 300 tr/min | 550 Nm à 4 000 tr/min | 1992-1996 |
| S70/2       | 6 064 cm3 | 461 kW (618 ch) à 7 400 tr/min | 651 Nm à 6 700 tr/min | 1993-1998 |
| S70/3       | 5 990 cm3 | 467 kW (626 ch) à 6 500 tr/min | 670 Nm à 4 500 tr/min | 1998-2000 |

## Utilisation

### Chez d'autres constructeurs
Le BMW M70 est utilisé chez McLaren, dans la McLaren F1 (1993-1998).